# Reinier de Graaf
Reinier de Graaf, född 30 juli 1641, död 17 augusti 1673, var en holländsk läkare.
Graaf studerade i Utrecht och Leiden och utgav redan som student sin berömda anatomisk-fysiologiska avhandling om bukspottskörtelns sekret, Disputatio medica de natura et usu succi pancreatici. Framför allt ägnades emellertid hans undersökningar åt de mänskliga könsorganen, och har namngett de Graafska folliklarna.